# 46-os busz (Budapest, 1955–1996)
A budapesti 46-os jelzésű autóbusz az Örs vezér tere és a Petőfikert, Anilin utca között közlekedett. A vonalat a Budapesti Közlekedési Vállalat üzemeltette.

## Története
1953. augusztus 20-án Mátyásföld, Imre utca és Cinkota, Kossuth Lajos utca között új körjáratot indítottak 46-os jelzéssel. 1955. március 7-étől a 14-es busz váltotta ki, azonban a 46-os jelzés továbbra is megmaradt, új útvonalon: a Felszabadulás tér (ma Ferenciek tere) és Rákosfalva, HÉV-állomás között közlekedett ettől kezdve. Április 25-étől az Árpád utcához (ma Bökényföldi út) hosszabbították. Az 1956-os forradalom után a Felszabadulás tér és a Keleti pályaudvar, HÉV-végállomás között indult újra. 1957. január 14-én meghosszabbították Mátyásföld, Árpád utcáig. 1957. május 23-án már a Petőfikertig járt (ma Újszász utca és Bökényföldi út kereszteződése), illetve 46A jelzéssel betétjárata indult a Felszabadulás tér és a Cinkota, Gyógyszertár (ma Cinkota, HÉV-állomás) között. 1957. július 1-jén a 46A buszt átszámozták 44-esre. A következő években út- és villamosvágány-építés miatt a járat számos terelőútvonalon közlekedett, többnyire a Madách tér végállomással.
1962. július 1-jétől már a Dózsa György utcánál (ma Farkashalom utca) volt a külső végállomása. 1963. augusztus 19-étől a Szabadság út helyett végig az Újszász utcán járt. 1966. november 24-én újraindult a 46A jelzésű betétjárat a Madách tér és a Keresztúri úti Gyógyszergyár között.
1970. április 3-án útvonala az Örs vezér teréig rövidült a 2-es metró átadása miatt, a 46A pedig megszűnt. 1981. augusztus 23-án az Anilin utcáig hosszabbították.
A járat 1996. április 30-án megszűnt. A forgalmát az azóta a 46-os útvonalán közlekedő 45-ös busz vette át. (Az Anilin utcai felhagyott buszforduló helyére a 2010-es évek végén lakóházak épültek.)

## Útvonala
| Petőfikert, Anilin utca felé                                                                                  | Örs vezér tere felé                                                                                           |
| --- | --- |
| Örs vezér tere vá. – Kerepesi út – Veres Péter út – Hősök fasora – Újszász utca – Petőfikert, Anilin utca vá. | Petőfikert, Anilin utca vá. – Újszász utca – Hősök fasora – Veres Péter út – Kerepesi út – Örs vezér tere vá. |

## Megállóhelyei
| 0  | Örs vezér tere végállomás             | 18 | Gödöllői és csömöri HÉV 31, 32, 32, 44, 44A, 45, 61, 61, 61E, 67, 76, 77, 85, 85, 100, 131, 144, 168 81, 82 13, 62 |
| ∫  | Sarkantyú utca                        | 17 | 45, 67 |
| 2  | Gépmadár park                         | 15 | 45, 67 |
| 3  | Keresztúri út (↓) Szentmihályi út (↑) | 14 | Gödöllői és csömöri HÉV 45, 67                                                                                     |
| 4  | Pilisi utca (↓) Egyenes utca (↑)      | 13 | 44, 44A, 45 |
| 5  | Nagyicce, HÉV-állomás                 | 12 | Gödöllői és csömöri HÉV 45, 77                                                                                     |
| 6  | Lándzsa utca (↓) Thököly út (↑)       | 11 | 44, 44A, 45, 76, 77                                                                                                |
| 7  | Hősök fasora (↓) Veres Péter út (↑)   | 10 | Gödöllői és csömöri HÉV 45                                                                                         |
| 8  | Békéshalom utca (↓) Garat utca (↑)    | 9  | |
| 9  | Újszász utca (↓) Hősök fasora (↑)     | 8  | |
| 10 | Ballada utca (↓) Fuvallat utca (↑)    | 7  | |
| 12 | Jókai Mór utca                        | 6  | |
| 13 | Pilóta utca                           | 5  | 192 |
| 14 | Íjász utca (↓) Diósy Lajos utca (↑)   | 4  | 192 |
| 15 | Bökényföldi út                        | 3  | 45, 76, 192 |
| 16 | Papír utca (↓) Csinszka utca (↑)      | 2  | 45, 192 |
| 17 | Farkashalom utca                      | 1  | 45, 192 |
| 18 | Petőfikert, Anilin utca végállomás    | 0  | 45, 192 |